# Émilie Cariou
Pour les articles homonymes, voir Cariou.
Émilie Cariou, née le 14 octobre 1971 à Verdun, est une femme politique française.
Experte en fiscalité, elle occupe différents postes au ministère de l'Économie et des Finances, puis dans des cabinets ministériels sous la présidence de François Hollande.
Après avoir rejoint La République en marche (LREM), elle est élue députée dans la deuxième circonscription de la Meuse en 2017. Elle est successivement vice-présidente de la commission des Finances et, de 2019 à 2020, coordinatrice (« whip ») du groupe LREM au sein de cette commission. Elle apparaît alors comme une tenante de l'« aile gauche » au sein du groupe LREM. En 2020, elle participe, avec d'autres anciens membres du groupe LREM, à la fondation du groupe Écologie démocratie solidarité, puis quitte LREM. Elle ne se représente pas lors des élections législatives de 2022.
En mars 2023, Olivier Faure annonce qu'elle intègre le secrétariat national du Parti socialiste.

## Biographie

### Jeunesse et études
Émilie Cariou est née le 14 octobre 1971 à Verdun. Son père est militaire. Elle suit des études de droit et obtient une maîtrise de droit de l'université Bordeaux-IV, puis et un DEA de l'Institut d'études politiques de Bordeaux. Elle passe le concours de l'École nationale des impôts et y est admise.

### Carrière professionnelle
Émilie Cariou passe l'essentiel de sa carrière au ministère de l'Économie et des Finances. À Bercy, elle prend part ainsi aux opérations de vérification fiscale de grands groupes français industriels et bancaires au sein de la Direction des Vérifications nationales et internationales (DVNI), puis intègre la Direction de la législation fiscale,. Elle travaille brièvement à l'Autorité des marchés financiers, à la direction des enquêtes, où elle entre en 2011,. Elle est présentée comme une experte en fiscalité internationale.
En 2011, elle participe à la campagne d'Arnaud Montebourg pour la primaire citoyenne en le conseillant sur les questions d'optimisation fiscale. En 2012, elle rejoint le cabinet de Fleur Pellerin, alors ministre déléguée chargée des Petites et moyennes entreprises, de l'Innovation et de l'Économie numérique : elle conseille la ministre sur la fiscalité des géants du Web. Par ailleurs, elle épaule Hervé Naerhuysen, conseiller de François Hollande, pour répondre au Mouvement des Pigeons.
En mai 2014, elle devient directrice adjointe responsable du budget et des financements au sein du Centre national du cinéma.
Peu de temps après, elle suit Fleur Pellerin au ministère de la Culture et de la Communication, où elle s'occupe notamment du dossier des droits d'auteur au sein de l'Union européenne. Elle conserve son poste lorsqu'Audrey Azoulay est nommée ministre, avec une mission élargie aux partenariats internationaux de la France.
À l'issue de son mandat de députée, elle réintègre la Direction générale des finances publiques et devient attachée fiscale à l'Ambassade de France auprès du Royaume-Uni.

## Députée

### Élection
Pour les élections législatives de 2017, Émilie Cariou est investie par La République en marche ! dans la deuxième circonscription de la Meuse. Cette circonscription a donné une large avance à Marine Le Pen lors du premier tour de l'élection présidentielle (32,32 % des voix contre 19,35 % pour Emmanuel Macron). Le 11 juin 2017, elle arrive en tête du premier tour avec 27,10 % des suffrages, devant le candidat frontiste Éric Vilain (18,6 %). Le député socialiste sortant, Jean-Louis Dumont, finit en cinquième position derrière deux candidats de droite. Émilie Cariou est élue au second tour avec 62,76 % des voix face au candidat du Front national.

### Fonctions et activité parlementaires
À l'Assemblée nationale, elle est vice-présidente de la commission des Finances, de l'Économie générale et du Contrôle budgétaire. Elle est aussi membre de l'Office parlementaire d'évaluation des choix scientifiques et technologiques (OPECST).
Après six mois de législature, elle est la 35e députée la plus active selon le classement établi par Capital. En mai 2018, le magazine Paris Match la classe parmi les cinq députés les plus actifs. 
En octobre 2018, Le Journal du dimanche indique qu'elle pourrait rejoindre le ministère des Finances à l'occasion du remaniement gouvernemental. 
En juillet 2019, à l'occasion de la remise en jeu des postes au sein de la majorité, elle se porte candidate à la vice-présidence de l'Assemblée. Elle échoue à se faire élire mais se qualifie au second tour en éliminant la sortante, Carole Bureau-Bonnard, grâce au soutien des députés du « Collectif social-démocrate ».
En septembre 2019, elle devient coordinatrice (« whip ») du groupe LREM au sein de la commission des Finances ; elle succède à ce poste à Bénédicte Peyrol, devenue vice-présidente du groupe LREM. Elle démissionne du poste en avril 2020.
En mai 2020, elle participe, avec d'autres anciens membres du groupe LREM, à la fondation du groupe dissident Écologie démocratie solidarité, dont elle est déléguée générale. Elle quitte le parti La République en marche trois mois plus tard.
Elle ne se représente pas aux élections législatives de 2022, estimant que « le Parlement a été réduit au cours de ce dernier quinquennat à un fan club, approuvant sans discuter ou amender la parole présidentielle »

### Ligne politique
Le Monde la présente comme « [faisant] partie de ceux qui tirent la majorité sur son aile gauche, veillant en coulisse à l’équilibre du « en même temps » macronien » : elle s'oppose ainsi à la suppression de l’« exit tax » annoncée par Emmanuel Macron en mai 2018, soutient une hausse de la taxation des « signes extérieurs de richesse » (yachts, objets précieux, voitures de sport) et cosigne des amendements visant à atténuer le projet de loi Immigration maîtrisée, droit d'asile effectif et intégration réussie. Par ailleurs, elle participe aux discussions du « pôle social » conduit par la députée Brigitte Bourguignon. Elle s'exprime dans la presse en faveur d'un rééquilibrage vers la « justice sociale » du projet de loi de finances pour 2019,. Elle regrette par ailleurs que le gouvernement soit « très en retrait par rapport aux enjeux climatiques ».
À l'occasion de la crise des gilets jaunes, elle se prononce en particulier pour une réforme rendant plus progressif l'impôt sur le revenu pour les classes moyennes. Elle soutient et salue les mesures de pouvoir d'achat mise en place en décembre 2018 après les annonces du président de la République Emmanuel Macron et porte en particulier dans le Grand débat national la proposition d'un allègement fiscal pour les contribuables entrant dans les premières tranches d'imposition sur le revenu,.
Elle quitte le groupe LREM en mai 2020 pour fonder un groupe dissident, Écologie démocratie solidarité (EDS), coprésidé par Matthieu Orphelin et Paula Forteza, deux autres députés de l'aile gauche de la majorité. Après le départ de trois députées en deux mois, le groupe EDS disparaît en octobre 2020, faute d'un effectif suffisant, et Émilie Cariou se retrouve parmi les députés non-inscrits (NI). Début 2021, elle fonde avec Aurélien Taché le parti Les Nouveaux Démocrates.
Elle soutient Yannick Jadot pour l'élection présidentielle de 2022.
Élue d'un département frontalier, elle œuvre pour le renforcement de la coopération transfrontalière et l'attractivité du département de la Meuse.

### Travail sur la fraude et l'optimisation fiscales
Émilie Cariou présente « la lutte contre la fraude et l’optimisation fiscales » comme « [son] fil rouge ».
Dans le cadre du projet de loi de règlement du budget et d'approbation des comptes de l'année 2016, elle défend un amendement, adopté par l'Assemblée et le Sénat, qui crée un document de politique transversale présentant les orientations stratégiques de l’État sur la fraude fiscale,,.
À la suite des révélations par la presse de l'affaire dite des Paradise Papers, elle souligne que la France doit permettre d'actionner et renforcer les outils internationaux pour réellement juguler ces sources de pertes de ressources publiques pour les pays développés que peuvent être les paradis fiscaux . À l'occasion de la publication par les 28 États membres de l'Union européenne de liste noire et liste grise des paradis fiscaux le 5 décembre 2017, Émilie Cariou estime qu'il s'agit là d'un pas utile pour renverser une tendance trop favorable à ces outils de l'optimisation artificielle des multinationales et que la France doit accentuer son leadership en la matière ,.
En 2018, elle est rapporteure de la mission parlementaire sur les procédures de poursuite des infractions fiscales, et notamment sur la question du verrou de Bercy. Ce rapport va plus loin que les préconisations du gouvernement et préconise d’inscrire dans la loi les critères de sélection des dossiers de fraude et de les faire examiner conjointement par le fisc et le parquet. Ces orientations sont concrétisées dans la loi relative à la lutte contre la fraude dont elle est rapporteure devant l'Assemblée nationale.

### Création du Centre national de la musique
Début 2019, avec Pascal Bois, elle remet au Premier ministre et au ministre de la Culture un rapport relatif à la mise en place d'un centre national de la musique à la suite d'une mission parlementaire de préfiguration visant à définir le mode de financement, l'organisation et la gouvernance du Centre national de la musique (CNM). Ces recommandations seront suivies d'une proposition de loi.

### Activité sur l'industrie nucléaire
De juillet 2017 à mai 2019, elle représente l'OPECST au conseil d'administration de l'Agence nationale pour la gestion des déchets radioactifs (ANDRA). Cette fonction lui vaut, en octobre 2017, de faire l'objet de menaces de mort de la part d'un militant anti-nucléaire opposé au projet Cigéo.
Elle démissionne du conseil d'administration de l'ANDRA en juin 2019 pour « retrouver sa liberté de parole », alors qu’elle est rapporteure pour l’évaluation du plan national de gestion des matières et déchets radioactifs (PNGMDR).
Concernant le projet Cigéo, elle milite pour le maintien des efforts de recherche sur les trois axes prévus par la loi Bataille de 1991 (entreposage de longue durée, séparation-transmutation et stockage géologique profond) et demande à plusieurs reprises une mise à jour des scénarios financiers du projet CIGEO avant toute réalisation. Plus localement, elle formule des propositions pour renforcer le pilotage national du laboratoire afin de renforcer le développement économique du département, qu'elle juge insuffisant.
En octobre 2021, elle dépose, avec d'autres députés, une proposition de loi pour réclamer plus de transparence sur l'industrie nucléaire en France,.